# Die Abende der Poesie in Struga

Offizielles Logo

Die Abende der Poesie in Struga (mazedonisch Струшки вечери на поезијата Struški večeri na poezijata, kurz SVP; albanisch Mbrëmjet Strugane të Poezisë) sind ein jährlich ausgetragenes internationales Literaturfestival in der nordmazedonischen Stadt Struga. Die sechstägigen „Poesieabende“ gehören weltweit zu den ältesten und größten Festivals dieser Art.
Etwa vier Dutzend Lyriker aus der ganzen Welt treffen sich, diskutieren, lesen, haben die Möglichkeit, sich kennenzulernen, auszutauschen und einen Blick über den Tellerrand des lyrischen Schaffens im eigenen Land zu werfen. In dieser fruchtbaren Atmosphäre finden außerdem Symposien, Ausstellungen, Hommagen auf bedeutende Lyriker und diverse Performances statt.
Höhepunkt und Abschluss des Festivals ist die Lyriklesung „Brücken“, bei der die eingeladenen Dichter ihre Werke von der Brücke vortragen, die über den Schwarzen Drin am Ohridsee führt – vor einem Publikum von vielen Tausenden. Am Ende des Leseabends werden den Preisträgern feierlich der „Struga-Brücken-Preis“ und der „Goldene Kranz“ überreicht.

## Geschichte
Die Abende der Poesie in Struga wurden 1962 ins Leben gerufen. Damals lasen eine Anzahl mazedonischer Poeten zum Andenken an die Brüder Konstantin und Dimitar Miladinow – zwei Schriftsteller des frühen 19. Jahrhunderts, die in Struga geboren sind und in Mazedonien als die Begründer der modernen mazedonischen Lyrik gesehen werden. Auch heute noch wird das jährlich stattfindende Poesiefestival in der mazedonischen Hafenstadt mit einem Gedicht der Gebrüder Miladinow eröffnet: mit „T'ga za jug“ („Sehnsucht nach dem Süden“), das während deren Studienzeit in Moskau entstand.